# Лютцов-Холмбукта
Лютцов-Холмбукта (Лютцов-Хольм, Лютцов-Холм; норв. Lützow-Holmbukta, англ. Lützow-Holm Bay) — один из крупнейший заливов моря Космонавтов у побережья Земли Королевы Мод в Восточной Антарктиде. С края Антарктического ледникового щита в среднюю часть залива вдаётся крупный шельфовый ледник Сирасе.

## Описание
Обширный залив, шириной около 200 км, вдающийся в побережье Земли Королевы Мод между полуостровом Рисер-Ларсен и берегом Принца Олафа. Обнаружен Яльмаром Рисер-Ларсеном (1890—1965) во время разведывательных полетов дирижабля «Норвегия» 21 и 23 февраля 1931 года. Назван в честь норвежского летчика и полярного исследователя Финна Лютцова-Хольма (1890—1950).
В заливе на острове Ист-Онгуль расположена Японская антарктическая станция «Сёва».